# Nikt nic nie wie
Nikt nic nie wie – czechosłowacki czarno-biały film komediowy z 1947 roku, którego akcja rozgrywa się podczas II wojny światowej. W filmie dwaj poczciwi czescy tramwajarze pomagają swojej sąsiadce pozbyć się SA-mana, który ją szantażuje.
Wyrażenie „czeski film – nikt nic nie wie” (lub „sytuacja jak w czeskim filmie – nikt nic nie wie”), skracane czasem do samego „czeski film” („sytuacja jak w czeskim filmie”, „jak w czeskim filmie”), znalazło miejsce w potocznej polszczyźnie.